# Thrinchostoma orchidarum
Thrinchostoma orchidarum là một loài Hymenoptera trong họ Halictidae. Loài này được Cockerell mô tả khoa học năm 1908.